# Seysses
Seysses – miejscowość i gmina we Francji, w regionie Oksytania, w departamencie Górna Garonna.
Według danych na rok 1990 gminę zamieszkiwały 5074 osoby, a gęstość zaludnienia wynosiła 201 osób/km² (wśród 3020 gmin regionu Midi-Pireneje Seysses plasuje się na 56. miejscu pod względem liczby ludności, natomiast pod względem powierzchni na miejscu 402.).